# Trachyspora
Trachyspora — рід грибів родини Phragmidiaceae. Назва вперше опублікована 1861 року.

## Галерея

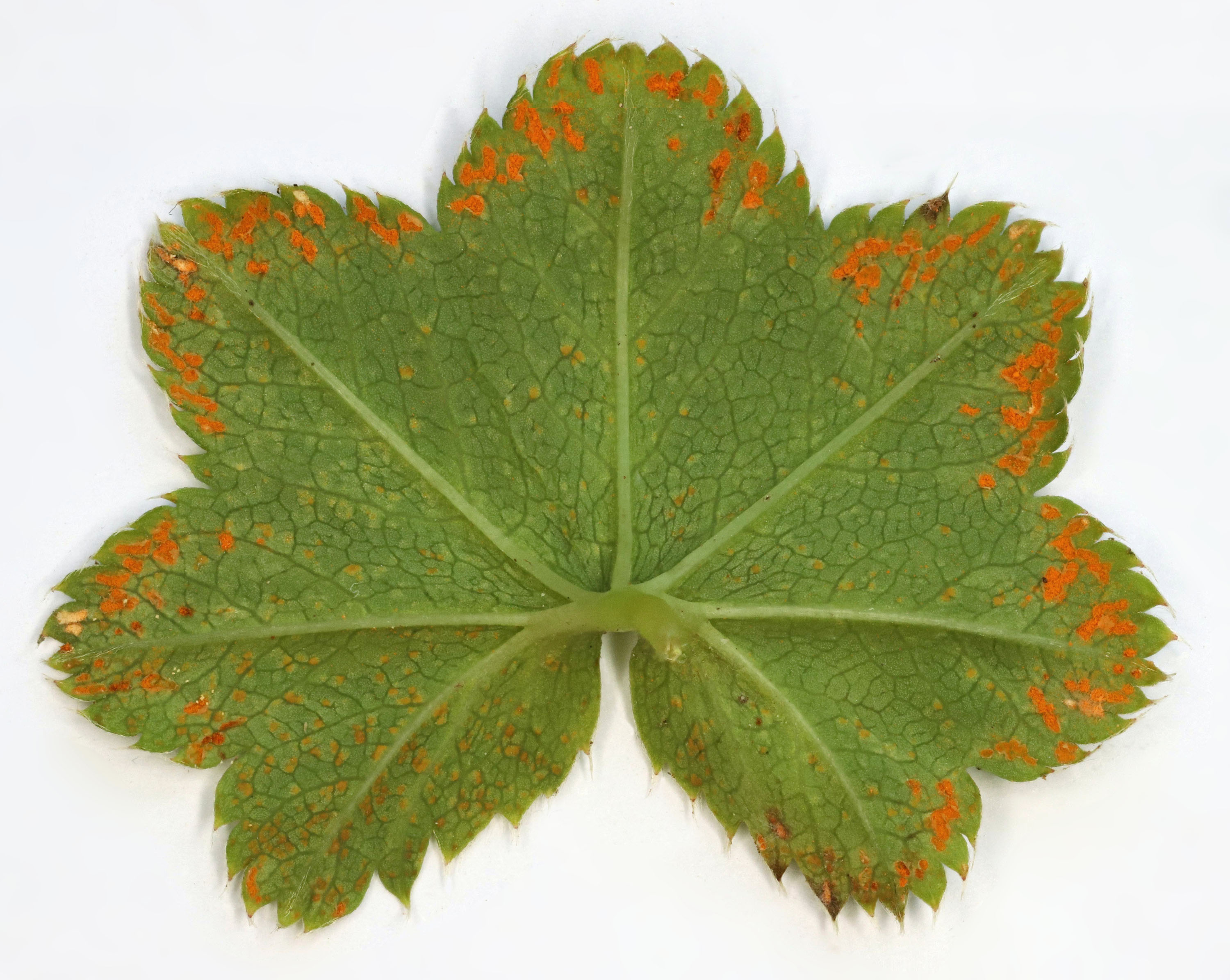
Trachyspora intrusa
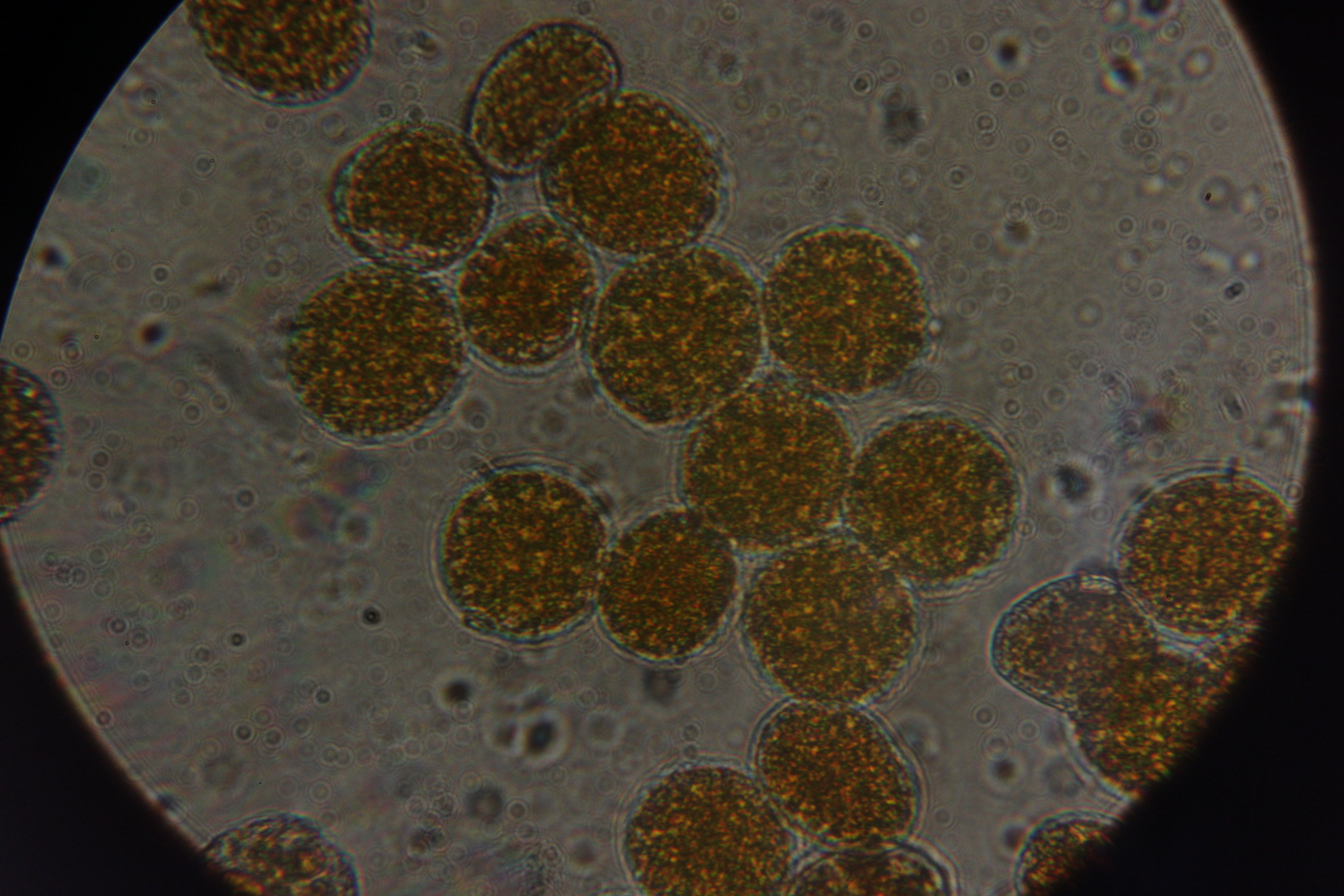
Trachyspora intrusa на Alchemilla vulgaris
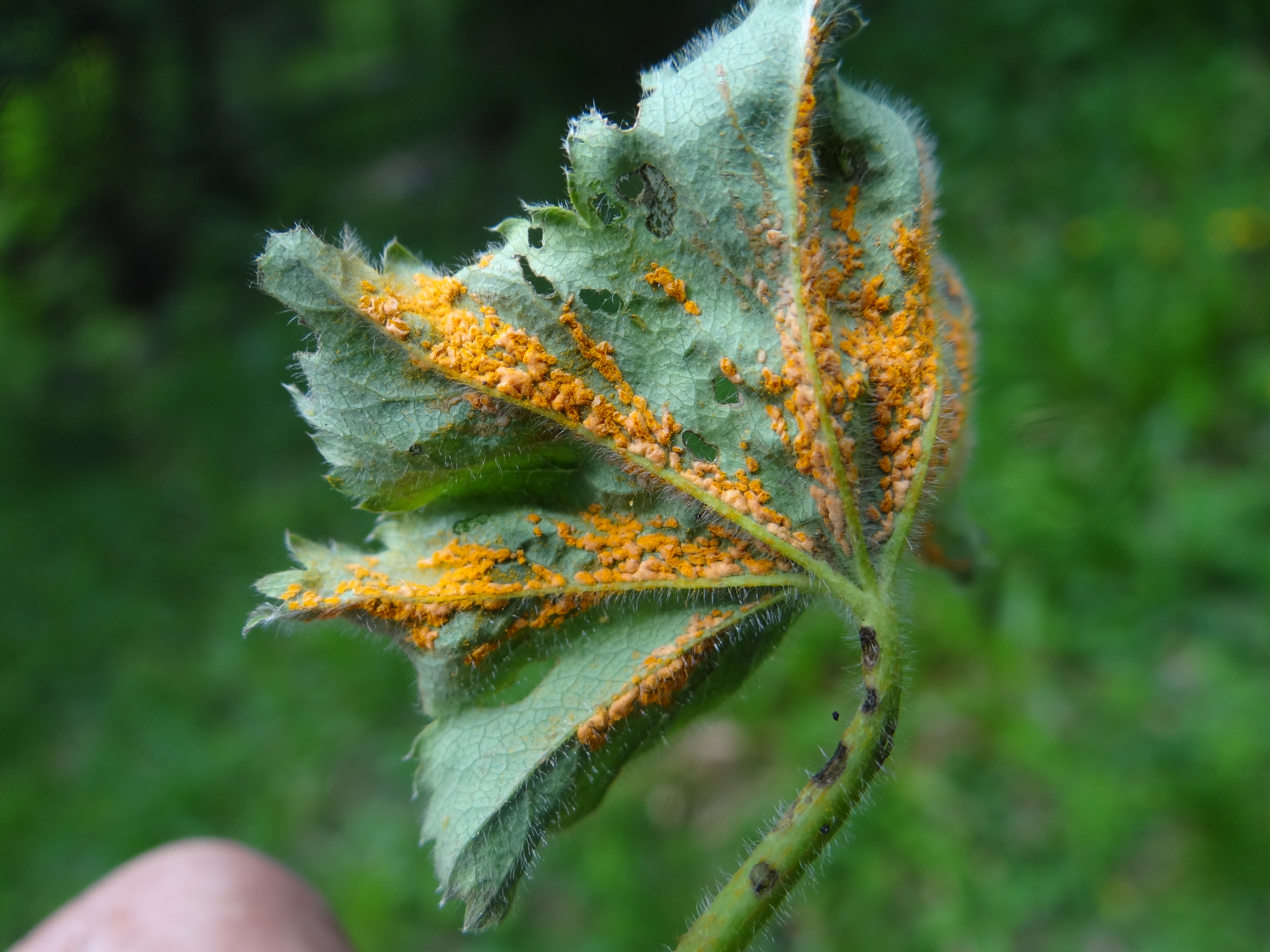
Trachyspora alchemillae